# 에밀리오 코레아 (1985년)
에밀리오 코레아 바요(스페인어: Emilio Correa Bayeux, 1985년 10월 12일~)는 쿠바의 권투 선수로 2008년 하계 올림픽 미들급 은메달을 획득했다.
아버지인 에밀리오 1세도 쿠바 국가대표 권투 선수로 활약했다.